# 5. Armee (Russisches Kaiserreich)
Die 5. Armee des Russischen Kaiserreichs war eine Armee, die während des Ersten Weltkrieges eingesetzt wurde. Sie wurde Anfang August 1914 nach dem Eintritt Russlands in den Ersten Weltkrieg an der Ostfront aktiviert und 1918 aufgelöst.

## Geschichte

### 1914
General Plehwes Armee war der Südwestfront unter General Nikolai Iwanow zugeteilt und hatte Befehl durch die polnische Provinz Lublin über Cholm in die österreichisch-ungarische Provinz Galizien einzubrechen. Die 5. Armee verfügte zu Kriegsbeginn über vier Korps mit etwa 13 Divisionen. 
- V. Korps (Gen. der Kav. Alexander Iwanowitsch Litwinow) – 7. und 10. Division
- XVII. Korps (Gen. der Inf. Pjotr Petrowitsch Jakowlew) – 3. und 35. Division, 61. Reserve-Division
- XIX. Korps (Gen. der Inf. Wladimir Nikolajewitsch Gorbatowski) – 17. und 38. Division, 69. Reserve-Division
- XXV. Korps (Gen. der Inf. Dmitri Petrowitsch Sujew) – 3. Grenadier-Division, 46. Division, 70. Reserve-Division
- 7. und 8. Kavallerie-Division

Am 26. August 1914 wurde die 5. Armee zwischen Zamosc und Tomaszow durch die k.u.k. 4. Armee unter General von Auffenberg angegriffen und in der Schlacht von Komarów bis Anfang September in einer frontalen Schlacht nach Norden zurückgedrängt. Trotz der taktischen Schlappe konnte die russische 5. Armee nach dem Zusammenbruch der k.u.k. 3. Armee im Raum östlich von Lemberg ihren Vormarsch nach Süden wieder aufnehmen. General Plehwe griff mit seinem linken Flügel entscheidend in der Schlacht von Rawa Ruska (3. bis 11. September 1914) ein, der zusammen mit der russischen 3. Armee errungene Sieg, brachte Lemberg und das gesamte östliche Galizien in russische Hände.

### 1916
Die 5. Armee war seit Februar 1916 dem General der Kavallerie Gurko unterstellt und beteiligte sich im Rahmen der Nordwestfront mit folgenden Korpsgruppen als nördlicher Angriffsflügel an der Schlacht am Narotsch-See.
- 1. Sibirisches Korps unter General Pleschkow mit der 1. und 2. Sibirischen Division
- I. Korps unter General Duschkewitsch mit der 22. und 59. Division
- XXVII. Korps unter General Balanin mit der 45. und 76. Division
- 3. Kaukasisches Korps unter General der Artillerie Irmanow mit der 21. und 52. Division
- 7. Kavalleriekorps unter General Tumanow mit der 6. und 8. Kavalleriedivision

## Kommandeure
- Pawel Adamowitsch von Plehwe (19. Juli 1914 – 14. Januar 1915)
- Alexei Jewgrafowitsch Tschurin (14. Januar 1915 – 8. Juni 1915)
- Pawel Adamowitsch von Plehwe (8. Juni 1915 – 6. Dezember 1915)
- Wladislaw Napoleonowitsch Klembowski (6. Dezember 1915 – 30. Januar 1916)
- Alexei Nikolajewitsch Kuropatkin (30. Januar 1916 – 20. Februar 1916)
- Wassili Iossifowitsch Gurko (21. Februar 1916 – 4. August 1916)
- Wladimir Alexejewitsch Sljusarenko (kurzzeitiger Einsprung)
- Abram Michailowitsch Dragomirow (14. August 1916 – 27. April 1917)
- Juri Nikiforowitsch Danilow (29. April 1917 – 9. September 1917)
- Wassili Georgijewitsch Boldyrew (9. September 1917 – 13. November 1917)
- Panteleimon Grigorjewitsch Suchanow (13. November 1917 – Januar 1918)